# Orde van Verdienste (Malta)

Lint

De Nationale Orde van Verdienste (National Order of Merit) van Malta werd in 1975, na het uitroepen van de republiek Malta G.C., ingesteld en in 1990 wettelijk opnieuw georganiseerd.
Het motto van de orde is "Virtute et Constantia"".
De orde heeft vier graden:
- Companion of Honour

Zij dragen de letters K.U.O.M. achter hun naam
- Companion

Zij dragen de letters K.O.M. achter hun naam
- Officer

Zij dragen de letters U.O.M. achter hun naam
- Member

Zij dragen de letters M.O.M. achter hun naam
Behalve de (oud) presidenten en de (oud) premiers die de hoogste graad ambtshalve krijgen worden er niet meer dan drie Maltese burgers in de hoogste graad van de orde benoemd. Er zijn twaalf Companions, twintig Officers en honderd Leden of Members. Men benoemt niet meer dan twee companions, drie officieren en tien Members per jaar, vooropgesteld dat er plaatsen in de orde zijn vrijgekomen door overlijden of bevordering.
Vreemdelingen, zij kunnen alleen honorair worden benoemd, tellen in deze aantallen niet mee.

## Enige opvallende benoemingen
Honorary Companion of Honour "met de keten".
- H.M.E.H. Frà Andrew W.N. Bertie, K.U.O.M. 14.06.95

De Grootmeester van de Orde van Malta bezocht het eiland in 1995 en werd als een bevriend staatshoofd ontvangen.
- Z.E. Oscar Luigi Scalfaro, K.U.O.M. 16.11.95

De president van Italië
- H.M. Koningin Elizabeth II, K.U.O.M. 23.10.00
- Z.E. D.Dr.h.c. Johannes Rau, K.U.O.M. 02.11.01
- Z.E. Colonel Muammar El-Gaddhafi, K.U.O.M. 08.02.04
- Z.E. Prof. Vaira Vīķe-Freiberga, K.U.O.M. 16.02.04
- Z.H. Sheikh Jaber Al-Ahmad Al-Jaber Al-Sabah, K.U.O.M. 14.03.04
- Z.E. Ion Iliescu, K.U.O.M. 03.10.04
- Z.E. Tassos Papadopoulos, K.U.O.M. 17.02.05

Honorary Companion of Honour
- Z.E. Dr Richard von Weizsacker, K.U.O.M. 22.10.90
- Dr Silvio Berlusconi, K.U.O.M. 20.01.04

De media-magnaat heet op Malta een "Doctor" te zijn.
Er zijn geen Nederlanders of Belgen onder de hoogste graden te vinden.